# Golik
Golik je pogranično naselje u Hrvatskoj u sastavu Grada Delnica. Nalazi se u Primorsko-goranskoj županiji.

## Zemljopis
Nalazi se jugoistočno i južno od rijeke Kupe. Preko rijeke je Slovenija. Zapadno su u Sloveniji naselja Pirče, Petrina i Grivac. Jugozapadno su u Hrvatskoj Zamost Brodski, Brod na Kupi, Zapolje Brodsko, Gusti Laz, Krivac, Iševnica i rječica Kupica. Južno je Donji Ložac. Sjeverno preko rijeke u Sloveniji su Vas, Potok, sjeveroistočno je Fara u Sloveniji te u Hrvatskoj Belo i Čedanj.

## Stanovništvo
| broj stanovnika | 93    | 90    | 97    | 90    | 81    | 74    | 85    | 73    | 80    | 69    | 57    | 44    | 31    | 23    | 18    | 16    | 7     |
|                 | 1857. | 1869. | 1880. | 1890. | 1900. | 1910. | 1921. | 1931. | 1948. | 1953. | 1961. | 1971. | 1981. | 1991. | 2001. | 2011. | 2021. |